# 奥讷 (索姆省)
奥讷（法語：Oneux，法語發音：[ɔnø]）是法国上法蘭西大區索姆省的一个市镇，属于阿布维尔区。

## 地理
奥讷（50°8'43"N, 1°58'15"E）面积12.49 平方千米，位于法国上法蘭西大區索姆省，该省份为法国北部沿海省份，北起加来海峡省和北部省，西接滨海塞纳省和大西洋英吉利海峡，南至瓦兹省，东临埃纳省。
与奥讷接壤的市镇（或旧市镇、城区）包括：伊夫朗什、伊夫朗舍、库隆维莱尔、加佩讷、迈松罗朗、圣里基耶。

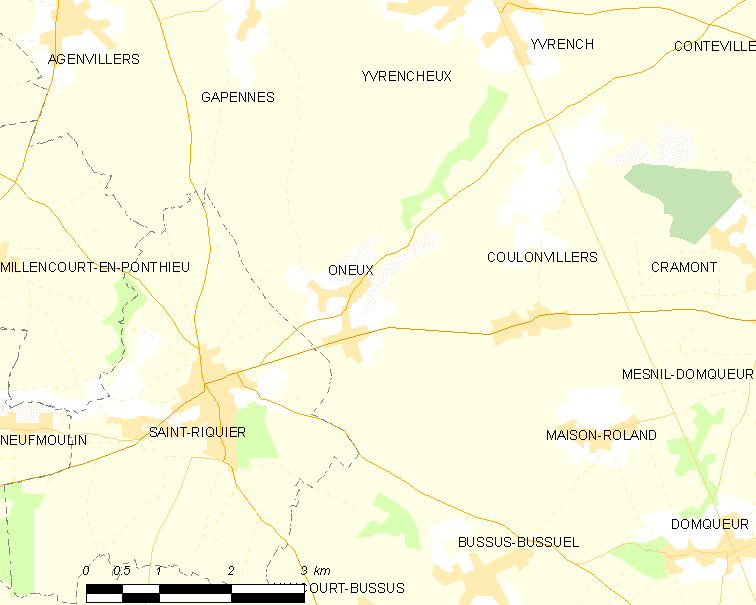
的OSM定位图

奥讷的时区为UTC+01:00、UTC+02:00（夏令时）。

## 行政
奥讷的邮政编码为80135，INSEE市镇编码为80609。

## 政治
奥讷所属的省级选区为吕镇县。

## 人口

1962-2008年间人口变化图示

奥讷于2022年1月1日时的人口数量为445人。